# Стоян Гушле
Стоян Попов Гушле е български хайдутин и революционер.

## Биография
Стоян Гушле е роден през 1848 година в костурското село Косинец, тогава в Османската империя. Остава необразован и отрано става харамия. През 1877 година по време на Руско-турската война (1877-1878) влиза в четата на Димитър Далян и Стефо войвода и се сражава с турците в Енишерско, Битолско и Костурско. Зимата на 1878 година прекарва в България, а в началото на 1879 година заедно с четата на Стефо войвода обикаля Малешевско и Воденско. Между 1883 и 1888 година обикаля със собствена чета в Прилепско, Тиквешко и Воденско. През 1893 година е набеден за убийството на Стефан Стамболов и цинцарина Тико Стерьо, след което лежи в затвора Черната джамия. Неговият четник Стоян Николов е убит през 1889 година в Мариовското село Клиново по заръка на битолския гръцки митрополит.
От косинския род Гушлеви Лазар Атанасов Гушлев в 1902 година е изпратен от ВМОК като войвода на чета в Гевгелийско, а Христо Гушлев е войвода на ВМОРО.